# スタンリー・パーク・スタジアム
スタンリー・パーク・スタジアム（Stanley Park Stadium，その他の名称はThe New Anfield）は、イングランドのマージーサイド州リヴァプールのスタンリー・パーク内に建つ予定だった新スタジアム。プレミアリーグに所属するリヴァプールFCが将来ホームスタジアムとして使用する予定となっていた。

## 概要
当初は2011年だったが、2012年、あるいはそれ以降からアンフィールドに代わるリヴァプールFCのホームスタジアムとなる予定だった。しかし、資金難から建設自体が凍結されていた。
その後、アンフィールドを6万人収容に拡張する計画を発表し、新スタジアム建設は中止された。